# Julien Azario
Julien Pierre Azario, né le 15 mars 1890 à Souk Ahras et mort le 30 mars 1972, surnommé le « Caïd », est un résistant et haut-fonctionnaire de police de la préfecture de Lyon. Il se distingue en étant un administrateur colonial particulièrement violent envers les personnes sous sa surveillance et en sauvant de nombreux Juifs de manière désintéressée pendant la Shoah, ce qui entraîne son incarcération au fort de Montluc.
Pour l'aide apportée aux Juifs pendant la Seconde Guerre mondiale, il obtient de manière posthume le titre de Juste parmi les nations.

## Biographie
Julien Azario naît le 15 mars 1890 à Souk Ahras,,. Il sert d'abord au Maroc et en Algérie française comme administrateur colonial, et parle couramment arabe.

### Entre-deux-guerres
En 1919, il devient inspecteur de police, puis, en 1921, adjoint au commissaire de la Guillotière. En métropole, Azario s'implique dans des activités de surveillance et de contrôle de la population d'origine nord-africaine en France métropolitaine,. Il est proche des Croix-de-Feu et reçoit le surnom de « caïd » pour ses méthodes musclées.
Le 24 octobre 1925, il crée à Lyon le comité de protection des travailleurs nord-africains, qui prend la place de l'association S.A.I.N.A qu'aurait du pouvoir organiser la communauté algérienne, et qui empêche, de facto, sa création. En public, cette association est censée « surtout [...] les [Nord-Africains] aider et les conseiller », mais dans les indications du ministère de l'Intérieur, il s'agit plutôt de « soumettre les Nord-Africains à un recensement particulièrement rigoureux, de les détourner d'une agitation créée dans un but exclusivement politique ». En 1926, il est impliqué dans des affaires judiciaires relatives à des meurtres chez les Algériens de Lyon. Il aurait menti dans ses dépositions,,.
Azario utilise des recrues nord-africaines comme casseurs de grèves,, et coupe les nord-africains de Lyon des aides qu'ils auraient du recevoir de la part de l'État,. De plus, il parvient à établir un contrôle sur les emplois, ce qui signifie que les nord-africains du Rhône ne trouvent pas d'emploi sans son approbation explicite,. Azario décide qui mange à la distribution de soupe populaire. Il renvoie tous les Algériens dont les opinions politiques ne lui conviennent pas, et cible particulièrement les communistes ou sympathisants de gauche. C'est aussi Azario qui prend en charge les déportations ; en 1926, sous prétexte d'un déplacement en Corse, pour y prendre un emploi, il renvoie en Algérie française plus de cent cinquante Algériens. Azario est chargé de la surveillance et du contrôle des Italiens de Lyon pendant cette période, même si une telle tâche l'occupe bien moins et qu'il est relativement moins violent et plus modéré à ce sujet.
Ces méthodes provoquent de nombreuses plaintes officielles, sans que les pouvoirs publics n'y donnent suite. Pendant cette période, Azario est en lien avec Bel Hadj El Maafi, qui lui sert d'aide dans sa tâche de surveillance. Il se distingue aussi en instaurant une cérémonie semi-officielle où il réclame la soumission et la demande de pardon de la part d'Algériens qui l'auraient vexé ou qui auraient été en conflit avec lui. En 1935, Lyon républicain le vise pour ses méthodes de déportation des Algériens. 
En 1936, après une manifestation réunissant 3 000 Nord-Africains, le fait qu'il est ciblé nommément par la presse nationale et l'arrivée au pouvoir du Front populaire, il est renvoyé une première fois, mais parvient plus ou moins à se maintenir à un poste similaire, en ralentissant ses actions.  
Il poursuit son travail d'enquêteur, par exemple, Azario témoigne contre un Italien qui a tué son ancienne épouse et enquête sur des vols ou des trafics commis à Lyon,. 
De manière générale, il place la situation à Lyon sur un plan colonial et importe en métropole sa logique coloniale ; cette attitude semble exacerber les tensions au sein de la société lyonnaise plutôt que les apaiser. Azario est considéré comme un des pères de l'approche française de l'immigration, marquée par le passé et les formes coloniales.  
Dans sa vie personnelle, il s'implique dans la peinture et la sculpture, ainsi, en 1940, il présente certaines de ses œuvres, un modelage et un pastel, à un salon d'art lyonnais,.

### Seconde Guerre mondiale

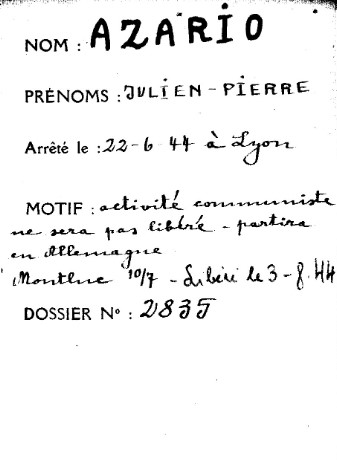
Notice d'emprisonnement de Julien Azario

Pendant la Seconde Guerre mondiale, Azario s'illustre, notamment en collaboration avec Bel Hadj El Maafi, et peut-être Djaafar Khemdoudi, dans le sauvetage des Juifs du Rhône,,. En 1941, le policier intervient auprès d'internés Algériens et Juifs pour essayer de calmer les tensions existant entre les deux communautés dans le milieu carcéral et concentrationnaire. Il feint de suivre les autorités vichystes et de poursuivre son travail normalement mais résiste en secret. Par exemple, le 8 décembre 1943, il assiste à une cérémonie officielle organisée par El Maafi, à la Maison des Africains de la rue saint Antoine, jour de l'Aïd al-Adha, en présence d'Alexandre Angeli, préfet collaborationniste du Rhône et du responsable de la Milice lyonnaise. Il lutte aussi contre le marché noir, notamment de produits pharmaceutiques.  
Celui-ci délivre des Juifs arrêtés et leur fournit des faux-papiers, notamment la famille Binik ou la famille Bouccara,,. Il informe certaines familles de l'avancée des enquêtes policières à leur sujet. Le policier refuse systématiquement toute compensation financière,. Pour cacher les personnes et familles qu'il sauve, il leur distribue des papiers d'indigènes nord-africains, et dissimule les Juifs comme s'ils étaient des musulmans, ce qui permet d'expliquer notamment la circoncision, en cas de vérifications de la part de la Gestapo. Tandis qu'il agit de la sorte, il doit faire attention aux indicateurs de la Gestapo, qui s'intègrent à la population maghrébine de la ville pour surveiller les personnes évoluant dans ce microcosme. 
Azario est arrêté le 22 juin 1944, incarcéré au fort de Montluc et en est libéré le 3 août 1944,. Sur la notice d'emprisonnement, il est décrit comme communiste et est destiné à être déporté en Allemagne.

### Après-guerre
Après la guerre, il est visé par une plainte d'un indicateur de la police lyonnaise, nommé Mohammed B., et le préfet, lassé de ses méthodes, prend à son encontre une mesure d'éloignement et l'oblige à quitter le Rhône. Il s'engage ensuite dans la guerre d'Algérie et sert de communicant important pendant cette période ; étant notamment à l'origine des cérémonies de « dévoilement », où la propagande coloniale française met en scène le bonheur de femmes algériennes alors qu'elles se dévoilent et retrouvent la « liberté ». 
Azario est central dans la reconnaissance mémorielle des internés de Montluc ; il parvient, grâce à ses liens avec l'État français, à mettre en place une cérémonie devant le fort de Montluc, et organise en tous cas une partie des premières publications de l'ARM (Association des Résistants de Montluc), y contribuant aussi ses dessins. C'est aussi lui qui, parce qu'il est sculpteur, crée la plaque apposée devant le fort, en 1946. Celle-ci déclare:

« Ici souffrirent, sous l'occupation allemande, 10 000 internés, victimes des nazis et de leurs complices, 7 000 succombèrent. L'insurrection populaire F.F.I libéra les 930 survivants le 24 août 1944. »

Il meurt le 30 mars 1972, et obtient le titre de Juste parmi les nations en 1993.

## Analyse
Marc André voit dans Julien Azario un personnage intéressant avec une trajectoire « sinueuse ».